# Harewood, West Yorkshire
Harewood är en by och civil parish omkring fem kilometer norr om Leeds, West Yorkshire, England, Storbritannien. Den är känd för att TV-serien Hem till gården spelas in här och för Harewood House, ett slott byggt under 1700-talet. Den har förbindelse med Leeds och Harrogate genom väg A61.